# Ichthyaetus melanocephalus

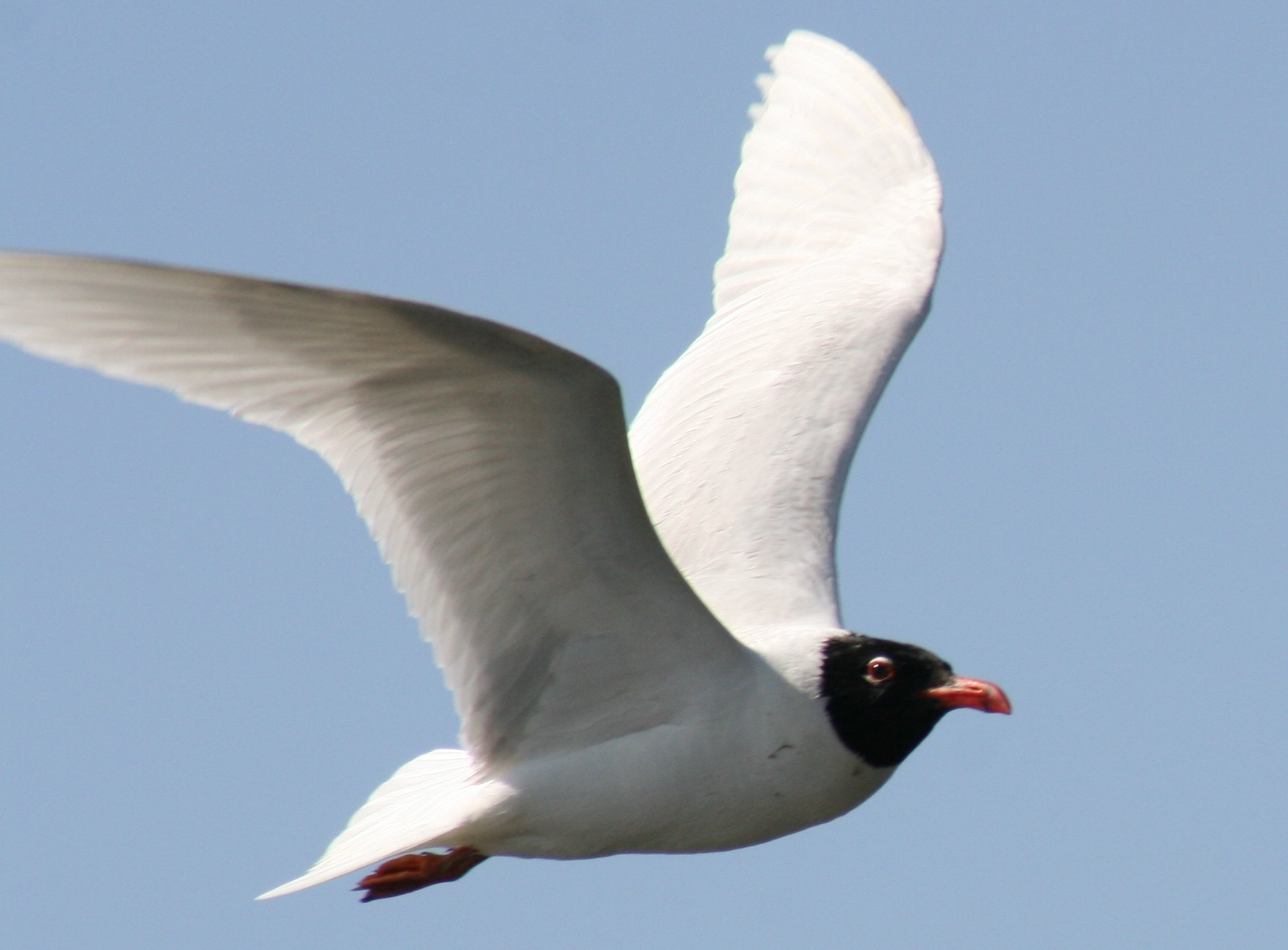
Gabbiano corallino adulto con colorazione estiva

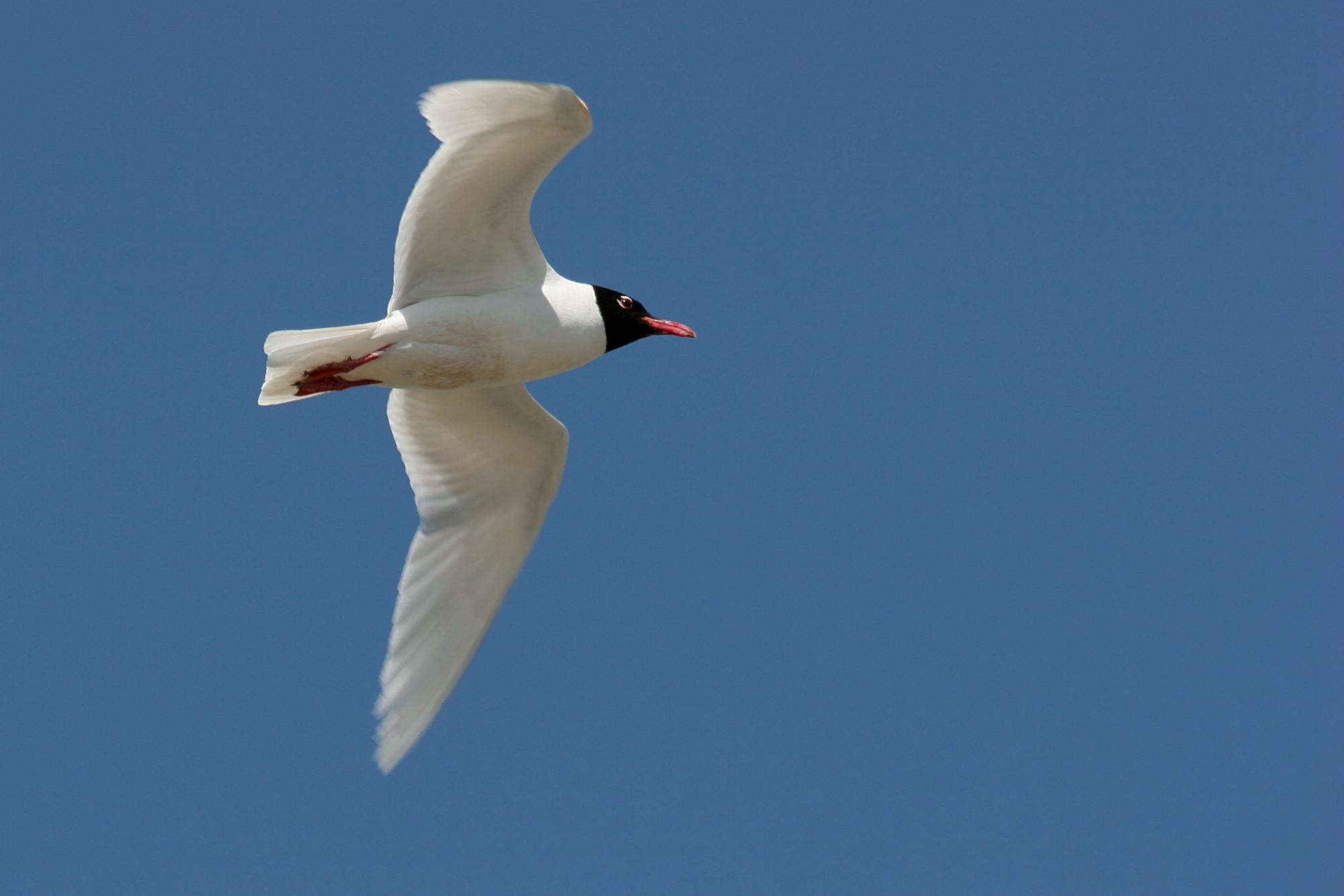
In volo il gabbiano corallino è riconoscibile per i colori candidi

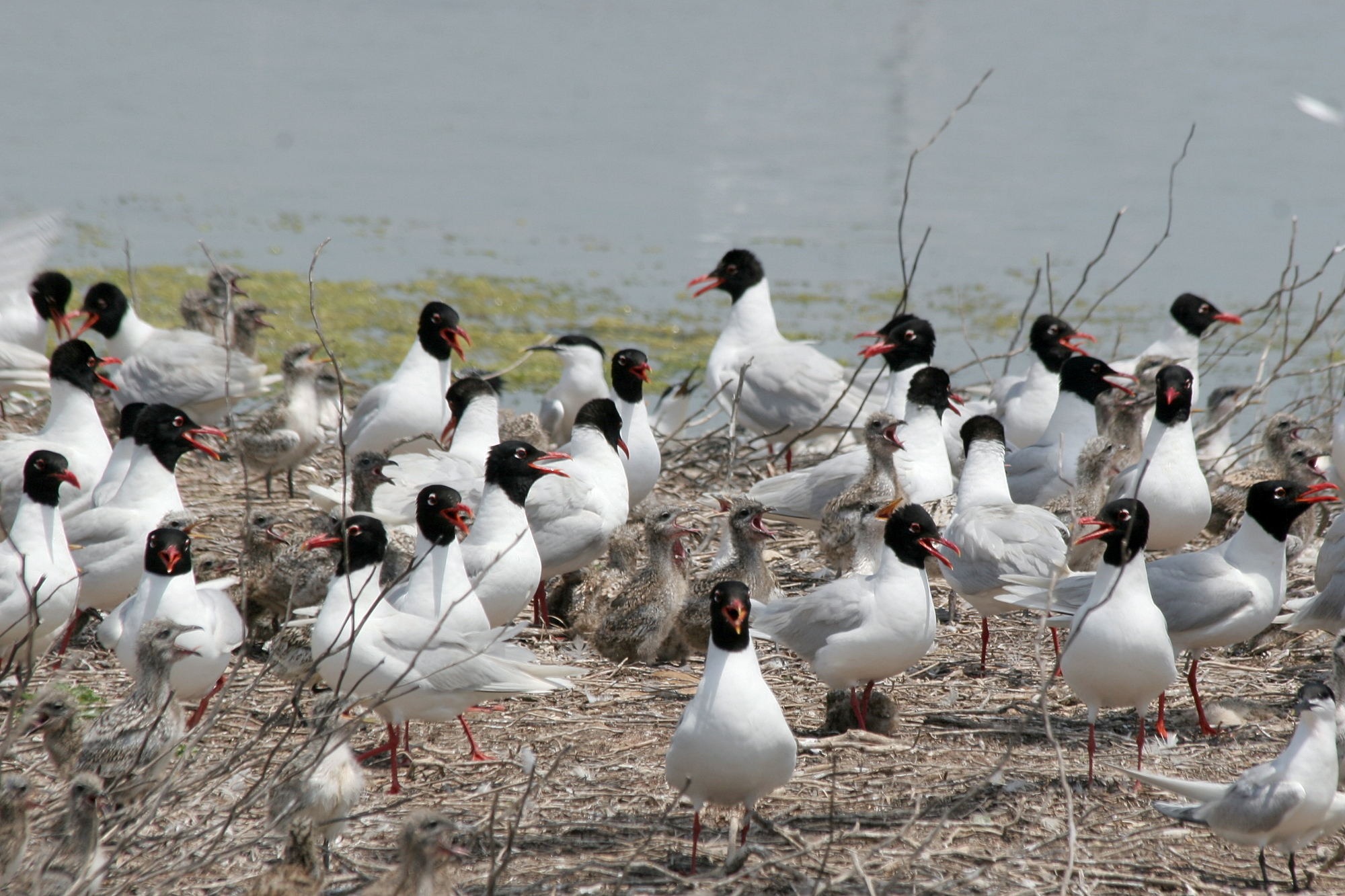
Spesso il gabbiano corallino forma gruppi molto numerosi

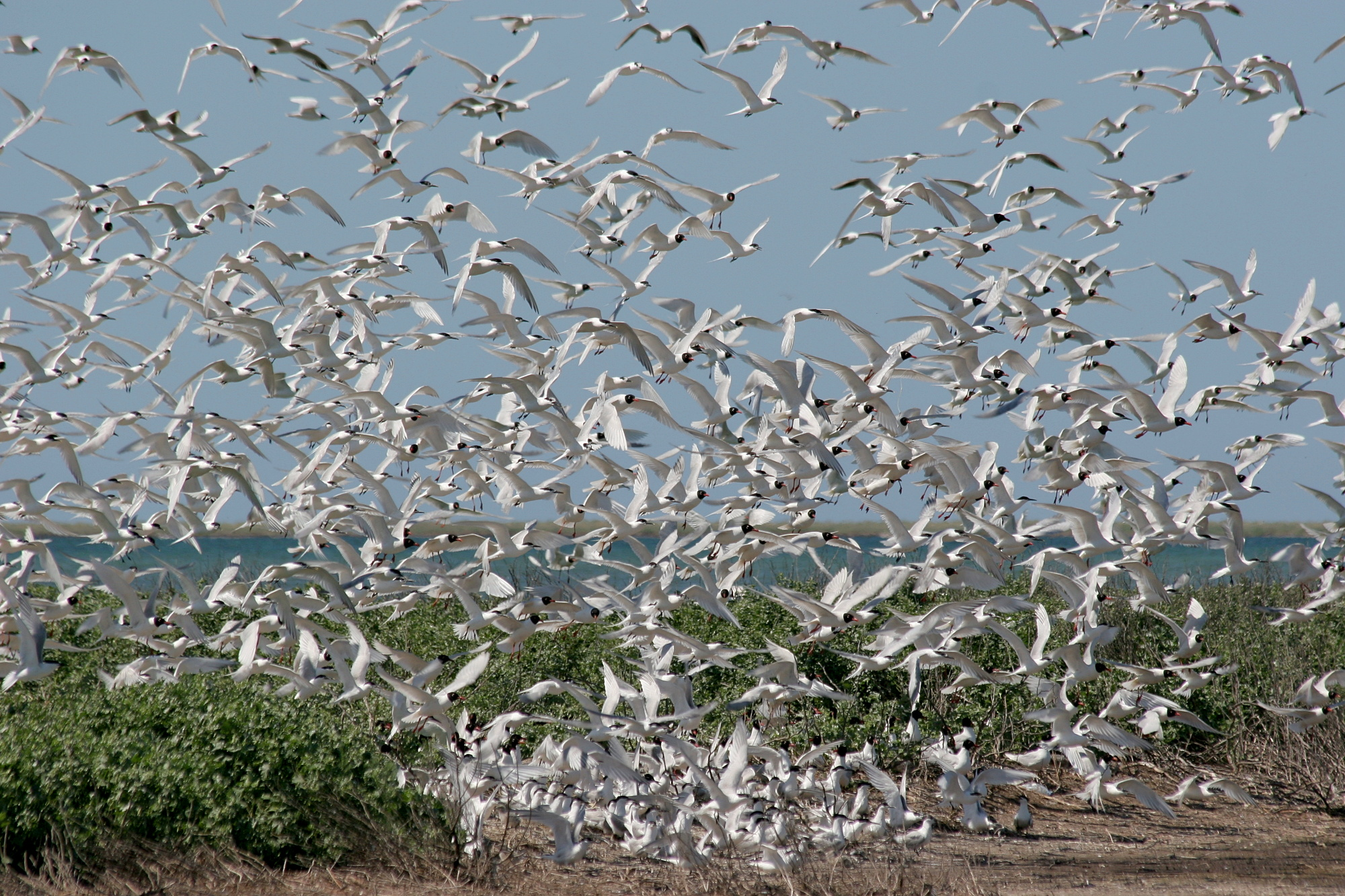
Gruppo di gabbiani corallini in volo con alcuni beccapesci

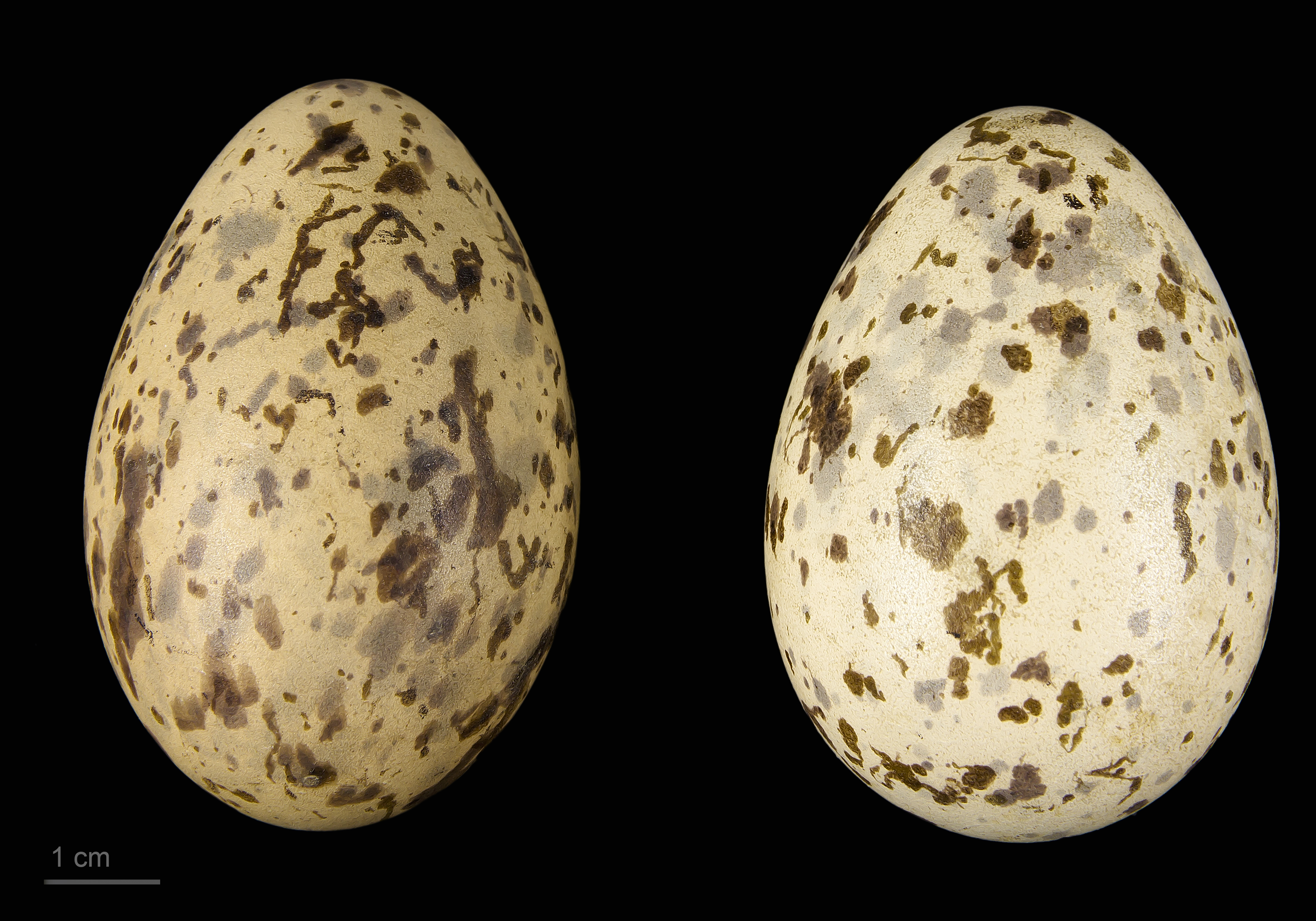
Uova di gabbiano corallino

Il gabbiano corallino (Ichthyaetus melanocephalus Temminck, 1820) è un uccello caradriforme della famiglia dei Laridi.

## Descrizione
La lunghezza del gabbiano corallino raggiunge, dalla punta del becco alla coda, circa i 35-39 cm, e l'apertura alare 80-103 cm. Il peso si aggira sui 215-340 g. Non difficile da identificare rispetto ad altre specie di gabbiani, il gabbiano corallino si caratterizza però per una somiglianza abbastanza stretta con il gabbiano comune, già ampiamente diffuso in molte delle aree di presenza del gabbiano corallino. Se ne differenzia per piccoli dettagli, il “cappuccio” di piume sul capo leggermente più esteso, la punta delle ali bianca e il becco un tantino più massiccio rispetto a quello della specie “sorella”. Piuttosto rotondo e poco snello – se confrontato ad esempio con l’agile ed esile gabbiano roseo – il gabbiano corallino in abito nuziale (sia il maschio che la femmina) ha una livrea con colorazione prevalentemente bianca, cappuccio nero esteso fino al collo, dorso e ali grigio tenue, becco e zampe rossi; è presente un evidente anello perioculare bianco, interrotto anteriormente e posteriormente all'occhio. Al di fuori del periodo riproduttivo il cappuccio nero scompare; ne rimangono poche tracce, soprattutto dietro l'occhio, e alcune sfumature poco visibili sul capo. I giovani hanno una colorazione bianca (soprattutto inferiormente) con ampie zone marroni, grigie e nere; becco e zampe sono marrone nerastri.

## Distribuzione e habitat
Gabbiano tipicamente costiero e marino, il gabbiano corallino era originariamente diffuso essenzialmente lungo le coste del Mar Nero e del Mediterraneo orientale (dove ancora si riproduce circa il 90% dell’intera popolazione mondiale). In tempi recenti si è assistito ad un ampliamento di areale, sia di nidificazione che di svernamento, prima verso oriente e in seguito verso nord e verso occidente rispetto al suo areale originario, tanto che oggi sono presenti significative popolazioni svernanti nel sud dell’Inghilterra (alcuni esemplari addirittura nidificanti) e nei Paesi Bassi. Questo gabbiano oggi vive quindi in tutta Europa (Islanda esclusa), nel Mar Mediterraneo, nel Nordafrica (Marocco, Egitto etc.) nel Vicino Oriente (Israele, Libano, Siria). Ma anche in Iran, Kazakistan, Mauritania, Turchia e Azerbaigian. È di passo nella Penisola Arabica, in Kenya, Sudan, Senegal e Gambia, e anche in Finlandia e Norvegia. In Italia è migratore regolare, svernante e molto localizzato come nidificante. I contingenti in transito o svernanti in Italia provengono soprattutto dalle colonie di Romania, Ungheria, Grecia e Ucraina; le maggiori concentrazioni di individui svernanti sono state rilevate nella laguna di Venezia, lungo la costa calabrese del crotonese e in quella siciliana dell’agrigentino.
Queste le aree di presenza della specie, ma sono effettivamente molto poche le località in cui il gabbiano corallino costruisce il nido. In Italia è presente come nidificante solo dal 1978, quando sono stati avvistati i primi nidi nelle Valli di Comacchio. Successivamente la specie ha colonizzato altre aree adriatiche, come la laguna di Venezia, per un totale di cinque siti attualmente occupati. L’intero Delta del Po, da Cervia a Porto Viro, quindi un’area più ristretta posta a sud del Gargano. Ai gabbiani corallini oramai “autoctoni” si aggiunge però ogni anno un consistente gruppo di individui migratori, provenienti dall’Est europeo, dove si trovano i siti più importanti per la specie.
In periodo riproduttivo frequenta le coste del mare, le lagune salmastre, le paludi, i laghi, gli acquitrini, i delta e gli estuari fluviali, mentre nella restante parte dell’anno è prevalentemente pelagico. Per costruire il nido predilige lagune costiere, specialmente strisce di sabbia solo occasionalmente vegetate e barene. Facile osservarlo anche in inverno, quando agli individui nidificanti si aggiunge un folto raggruppamento di migratori. Estremamente dipendente dalla disponibilità di cibo, il comportamento pelagico del gabbiano corallino non vale a tutte le latitudini: non sono rare, anche in Italia, incursioni nell’entroterra, per raggiungere campagne e aree agricole come, nel meridione, gli oliveti.

## Biologia
È una specie gregaria durante tutto l'anno, facilmente osservabile soprattutto nelle lagune aperte, dove è presente in gruppi numerosi composti anche da varie centinaia, talvolta migliaia, di individui. Lo si può osservare anche in terraferma associato a gruppi numerosi di gabbiani comuni, anche al seguito di trattori in aratura, ma in tal caso si tratta sempre di pochi individui.

### Alimentazione
Ha una dieta onnivora; si ciba di pesci catturati autonomamente o scartati dai pescherecci, di crostacei, molluschi, insetti acquatici e loro larve, sostanze organiche rinvenute sull’acqua. Si nutre spesso di carogne o rifiuti prodotti dall’uomo e può sottrarre le prede ad altri uccelli (cleptoparassitismo).

### Riproduzione
La stagione riproduttiva è compresa tra la metà di maggio e giugno e nell’anno compie una sola covata. Costruisce il nido a terra sugli isolotti delle lagune, lungo i litorali sabbiosi e sulle barene, utilizzando alghe ed altro materiale vegetale. Nidifica in colonie, se poco numerose anche assieme a sterne ed altri gabbiani. In genere vengono deposte 3 uova. Sia la femmina che il maschio si dedicano alla cova per 23-25 giorni. I pulcini abbandonano il nido pochi giorni dopo la nascita e divengono atti al volo all’età di 35-40 giorni. 

## Sistematica
Ichthyaetus melanocephalus non ha sottospecie, è monotipico.